# 蝗害

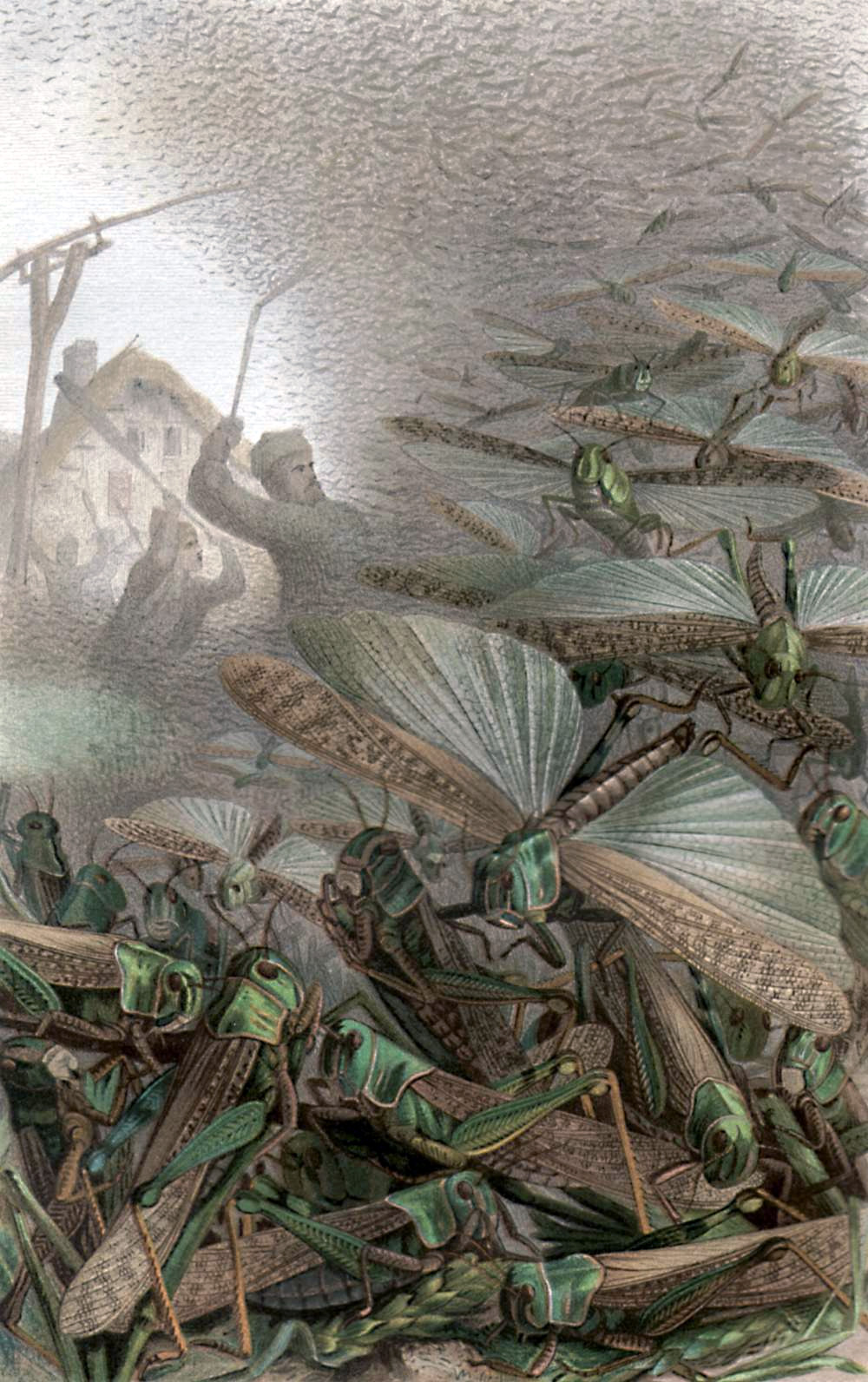
ブレーム動物事典（第二版）挿絵に描かれた蝗害。

蝗害（こうがい、英: Locust plague）は、トノサマバッタなど相変異を起こす一部のバッタ類の大量発生による災害のこと。
蝗害を起こすバッタを飛蝗、トビバッタ、ワタリバッタ（英語では「locust」）という。また、飛蝗の群生行動を飛蝗現象と呼ぶ。飛蝗現象下にあるワタリバッタの群れが航空機の飛行を妨げる場合すらある。
群生行動をしているバッタは、水稲や畑作作物などに限らず、全ての草本類（紙や綿などの植物由来の製品にまで被害がおよぶ）を短時間のうちに食べ尽くしてしまう。当然、被害地域の食糧生産はできなくなるため、住民の間に食糧不足や飢饉をもたらす事が多い。また、大発生したバッタは大量の卵を産むため、数年連続して発生するのが特徴である。日本を含む大抵の国では、殺虫剤の普及により過去のものとなっているが、アフリカ諸国など国土が広大で組織的な駆虫が難しい地域では、現在も局地的に発生し大きな被害を出している。
日本での発生は稀なため、漢語の「蝗」に「いなご」の訓があてられたが、水田などに生息するイナゴ類が蝗害を起こすことはない。

## 特徴
蝗害（飛蝗現象）は農学上重要であるとともに生態学的にも興味深いため、多くの研究が積み重ねられている。

### 群生相

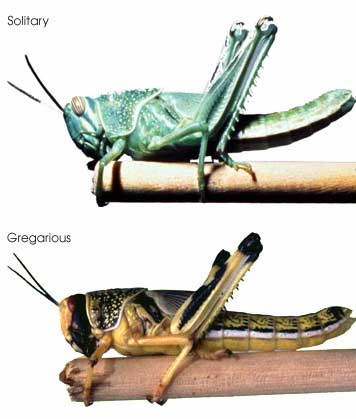
サバクトビバッタの幼虫。高密度の集団中で世代交代を繰り返すと群生相の個体が生まれてくる。
（上）孤独相
（下）群生相

バッタは蝗害を起こす前に、普段の「孤独相」と呼ばれる体から「群生相」と呼ばれる移動に適した体に変化する。これを相変異と呼ぶ。
群生相の孤独相に対する外見上の特徴は、
- 孤独相に比べて暗色になる。
- 翅が長くなる。
- 足が短くなる。
- 頭幅が大きくなる。
- 胸部の上が孤独相は膨らんでいるのに対し、群生相はへこんでいる。
- （電子顕微鏡で見ると）触角の感覚子の数が減少している。

などが挙げられる。行動上の特徴は、
- 群生相の個体は互いに近づこうとする（孤独相の個体は互いに離れようとする。ただし、孤独相のバッタも群れに入れると群生行動を共にする[1]）。
- 産卵前期間が増加し、羽化後生存日数が減少し、産卵回数、産卵数が減少する。
- 孤独相の時には食べなかった植物まで食べるようになる。

などが挙げられる。
群生相、孤独相はそれぞれ生まれつきのものである。ただし両親の遺伝子の組み合わせによるものではなく、親が暮らした集団の密度によるものであり、それも親がフェロモンのような分泌液の刺激を受けたわけではなく、別の個体との接触が主な原因と言われている。また、はっきりと2型に区別できるものではなく、程度の差がある。集団生活をしている親からは、集団の密度が高いほど、より群生相が強い子が産まれる。逆に集団密度が低くなると孤独相に近い子が生まれる。この特徴は世代を超えて累積的に遺伝する。
相変異の原因物質は、ホルモンの一種で、11種類のアミノ酸からなる[His7]コラゾニン (H-corazonin) というポリペプチドである。H コラゾニンだけで群生相になるかどうかはよく分かっていないが、少なくとも体色の黒化、前翅長、後脚腿筋、胸部の変化、触覚の感覚子の減少といった、外見上の変化があることが実験的に確かめられている。ただし、行動上の影響についてはむしろ否定的な実験結果が出ており、相変異の原因についてまだ十分には解明されていない。

### 生態

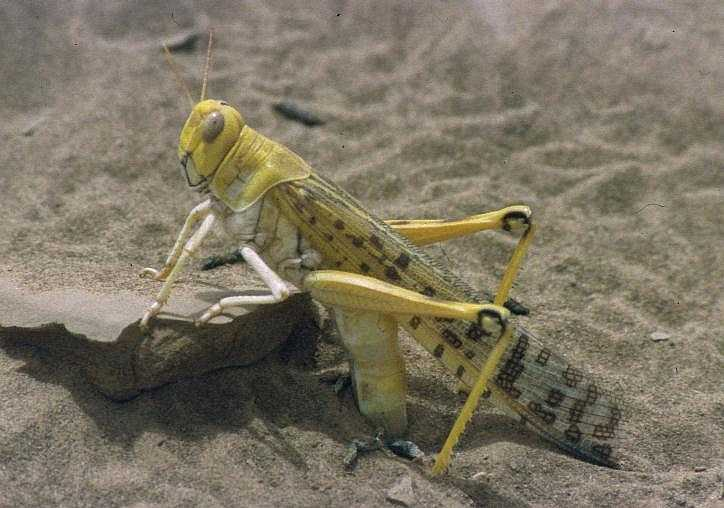
砂地に産卵するサバクトビバッタ

バッタ科の雌は、産卵管を使って土や砂地の地下数センチメートルに産卵する。背の高い草が密集している場所での産卵は苦手であり、近年北米で蝗害が減った原因のひとつは、アメリカバイソンが減少して草の背丈が伸びすぎたためとも言われている。大量に産卵が行われるには草原や河原の砂地などが必要であり、蝗害は草原と耕作地が隣接しているような場所で発生しやすい。また、群れを維持するためには大量の植物が必要であり、日本のように狭い土地では蝗害はほとんど発生しない。
一般に、これらの地帯でたまたま高気温、高降水量となった時に大発生する。これは土地が湿って一時的な草場ができることで、バッタが集中的に発生して群生相が生まれるためである。一方で旱魃によって河川の底だった砂地が草地となることも群生相が出現する要因となり、歴史上の中国などで見られる。
産卵は主に秋に行われ、卵は越冬して春に孵化する。孵化直後は体が小さいので被害は少ない。毎日体重と同じぐらいの量の草を食べるといわれている。
1875年のロッキートビバッタの例では、5月にミズーリ州で孵化し、孵化直後は飛べないので歩いて周辺の草を食べつくし、6月始めに成虫となり、北や北西に飛び立っている。向かう方位はさまざまであるが、方向は一定しており、追い風の時に移動し、向かい風の時には地面で休憩する様子が観察されている。
群れが次世代の群れを生むため、被害の年は連続することが多い。一方で、何かのきっかけで群れが一度消滅すると、次に群生相が生まれるほど個体の密度が上がるまでは数十年と大発生が見られないこともある。もっとも、バッタの大発生は周期的なものであり、連続して起こることはないとする文献もある。大規模な移動を行うのは、一般的には食を求めてとする説が多いが、繁殖に関連する現象とする説もある。あるいは、天敵からの逃避が目的とする説もある。
サバクトビバッタに関する研究によると、群生相の方が産卵数は少ないが、外敵に襲われにくいことから個体群増加（群の全重量増加）は速い。

### 群れの大きさ
1870年代にネブラスカ州を襲ったロッキートビバッタの群れの大きさは、幅160キロメートル、長さ500キロメートルである（この面積は日本の本州全面積の3分の1ほどである）。平均高さ800メートル、場所によっては1600メートルであったと報告されている。また、同じ場所では6時間以上にわたって観察された。この群れが移動するため、被害面積はこれよりもはるかに大きくなる。ただしこれは観察された最大級のサイズの群れであり、通常はここまで大きな群れになることはない。
群れの個体数に関して確からしい値としては、1958年に写真を使ったサバクトビバッタの観察結果で、1立方メートル当たり17匹、個体数500億匹、重さ11万5000トンという値が報告されている。サバクトビバッタは比較的大形のため、他のバッタではもっと密度が高い可能性がある。ただし、近年であっても目視による観察ではかなり過剰に報告されることが多い。

### 種類
蝗害を与えるバッタの種類としては、バッタ科 (Acrididae) のうち相変異をするものである。被害が大きいことで有名なのは次の通りである。
| 学名                              | 和名                         | 英名                      | 成虫の体長                   | 分布                                                 | 画像 |
| --------------------------------- | ---------------------------- | ------------------------- | ---------------------------- | ---------------------------------------------------- | ---- |
| Locusta migratoria migratorioides | トノサマバッタのアフリカ亜種 | African Migratory Locust  | オス/35-40 mm、メス/40-50 mm | アフリカ、大西洋諸島                                 |      |
| Locusta migratoria manilensis     | トノサマバッタ               | Oriental Migratory Locust |                              | 東アジア                                             |      |
| Schistocerca gregaria             | サバクトビバッタ             | Desert locust             | オス/40-50mm、メス/50-60mm。 | 北アフリカ全域〜インド・希にヨーロッパの主に砂漠地帯 |      |
| Dociostaurus maroccanus           | モロッコトビバッタ           | Moroccan locust           |                              | アフリカ北西部からアジア                             |      |
| Melanoplus spretus                | ロッキートビバッタ           | Rocky Mountain locust     | 20-35mm。                    | 北米、絶滅                                           |      |
| Chortoicetes terminifera          | オーストラリアトビバッタ     | Australian Plague Locust  | オス/25-30mm、メス/30-42mm。 | 沿岸部を除くオーストラリア                           |      |
| Nomadacris septemfasciata         | アカトビバッタ               | Red locust                |                              | アフリカ東部                                         |      |
| Locustana pardalina               |                              | Brown Locust              |                              | アフリカ南部                                         |      |
| Nomadacris succincta              | ボンベイトビバッタ           | Bombay locust             |                              | 西南〜東南アジア                                     |      |
| Anacridium属のバッタ              |                              | Tree Locusts              |                              | アフリカ、地中海沿岸、近東                           |      |
| Oedaleus infernalis               | クルマバッタモドキ           |                           |                              | 東アジア                                             |      |

## 蝗害の歴史と特色

### 中国大陸

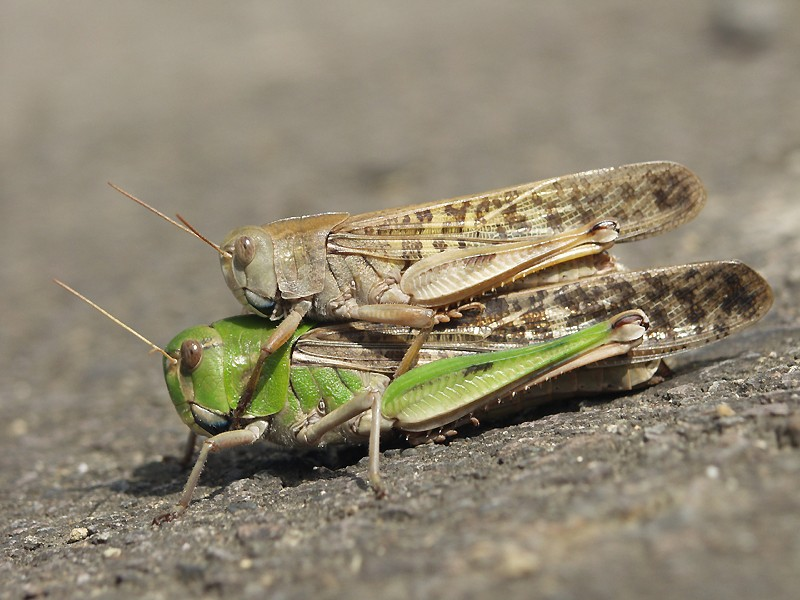
中国大陸に被害を与えてきたトノサマバッタ

中国大陸では、大規模な大雨や旱魃が起こると必ずといっていいほどトノサマバッタの群生相が発生し、大規模な農被害を与えてきた。そのため蝗害（蝗災）が天災の一つに数えられている。そして、天災は皇帝の不徳によるものとされてきたため、各時代の王朝はこの対策に取り組み、発生した天災の記録を残した。そのためもあり、中国大陸には蝗害の記録が非常に多い。
古くは殷の甲骨文にも蝗害の記録が見られる。また、周の詩篇『詩経』にもバッタ駆除の様子が書かれている。漢代になると記録が増え、紀元前175年（文帝6年）を始めとして、漢書、後漢書には20回以上もの蝗害の記録があり、後漢の思想家王充や官僚の蔡邕も自書の中で蝗害について述べている。
5世紀ごろから王朝の取り組みについての記録も増え、北史には北魏の文成帝の時代に、官庫を開いて窮民を救済した旨の記述がある。唐代になって儒者から「祭礼を怠るから蝗害が起こるのだ」との意見が出たり（『新唐書』五行志三）、政治の要諦を説いた『貞観政要』には、7世紀の皇帝太宗が蝗を飲み込んで蝗害を止めたという伝説が書かれている。715年に淮河流域で発生した蝗害に対して、当時の宰相姚崇が対策を命じている。記録も詳細になり、被害の様子や群れの移動の様子も書かれるようになった。
宋代になると本格的な対策が考えられるようになり、12世紀には朱子が晩に火を焚いて飛蝗を誘い込む方法を提案している。元代に書かれた『大元聖政国朝典章』には蝗害予防の方法が記されており、村（当時は社と記した）単位での管理や予防が共同体約定と言う形式で事実上義務化されていたことがわかる。ただし蝗害は依然として重大な被害を与えており、元崩壊の原因のひとつになっている。
明代になった1630年、徐光啓は著書『屯塩疏』の第3編を『除蝗疏』として対策を記し、後に『農政全書』に編入された。清代の1684年、陳芳生が『捕蝗考』を著している。清代には記録も増えており、正史以外の書物にも記録が見られるようになる。この清末の1888年には顧彦輯が『治蝗全法』を、同じ清代に『捕蝗要訣』と言う防除法を記した書物が作られている。
現代でも蝗害は無くなったわけではなく、2005年夏には海南省を飛蝗が襲っており、1平方メートルあたり350-500匹、飛来面積は220万畝に上っている。2020年6月28日にはラオスから雲南省へCeracris kiangsu（英語: Ceracris kiangsu）（英語名「Yellow-Spined Bamboo Locust」中国名「黄脊竹蝗」）の侵入が確認され、小型無人機による防除作業が行われた。

### 朝鮮
『三国史記』に蝗害の記述を多く見ることが出来る。
- 「高句麗本紀 太祖大王」に「秋八月 國南蝗害穀、秋八月、東獵得白鹿、國南飛蝗害穀」。
- 「百済本紀 肖古王」に「四十六年秋八月、國南、蝗害、民饑」。
- 「新羅本紀第十 元聖王」に「秋七月 蝗害穀…（中略）…秋九月、國東蝗害穀。…（中略）…五年秋七月、國西蝗害穀」。

これらの記述は日食、地震、冷害などと並んで記されており、当時の朝鮮でも蝗害が天変地異として扱われていた様子がわかる。

### ヨーロッパ・地中海

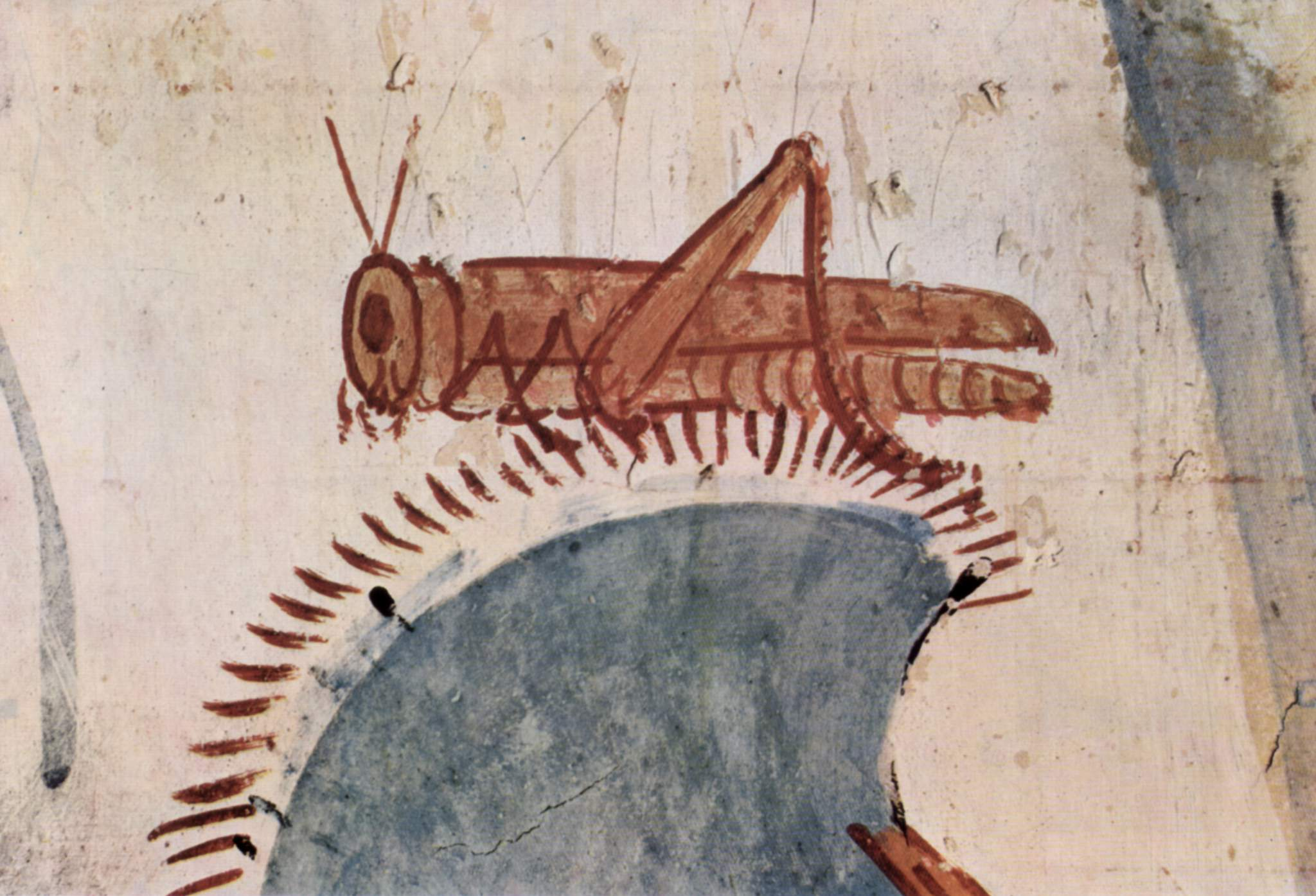
紀元前15世紀のエジプト第18王朝ホルエムヘブ王墓の壁画に描かれたバッタ。

蝗害そのものの記録ではないが、紀元前2350年ごろのエジプト第6王朝の遺跡には、バッタが草を食べ、ハリネズミがそれを捕食する絵が残されている。
アッカドに伝わる風と熱風の悪霊パズズは、蝗害を具神化したものとされる。
紀元前13世紀ごろの記録と言われる旧約聖書『出エジプト記』10章12節には、風に乗ったサバクトビバッタがエジプトを襲う様子が記されている。

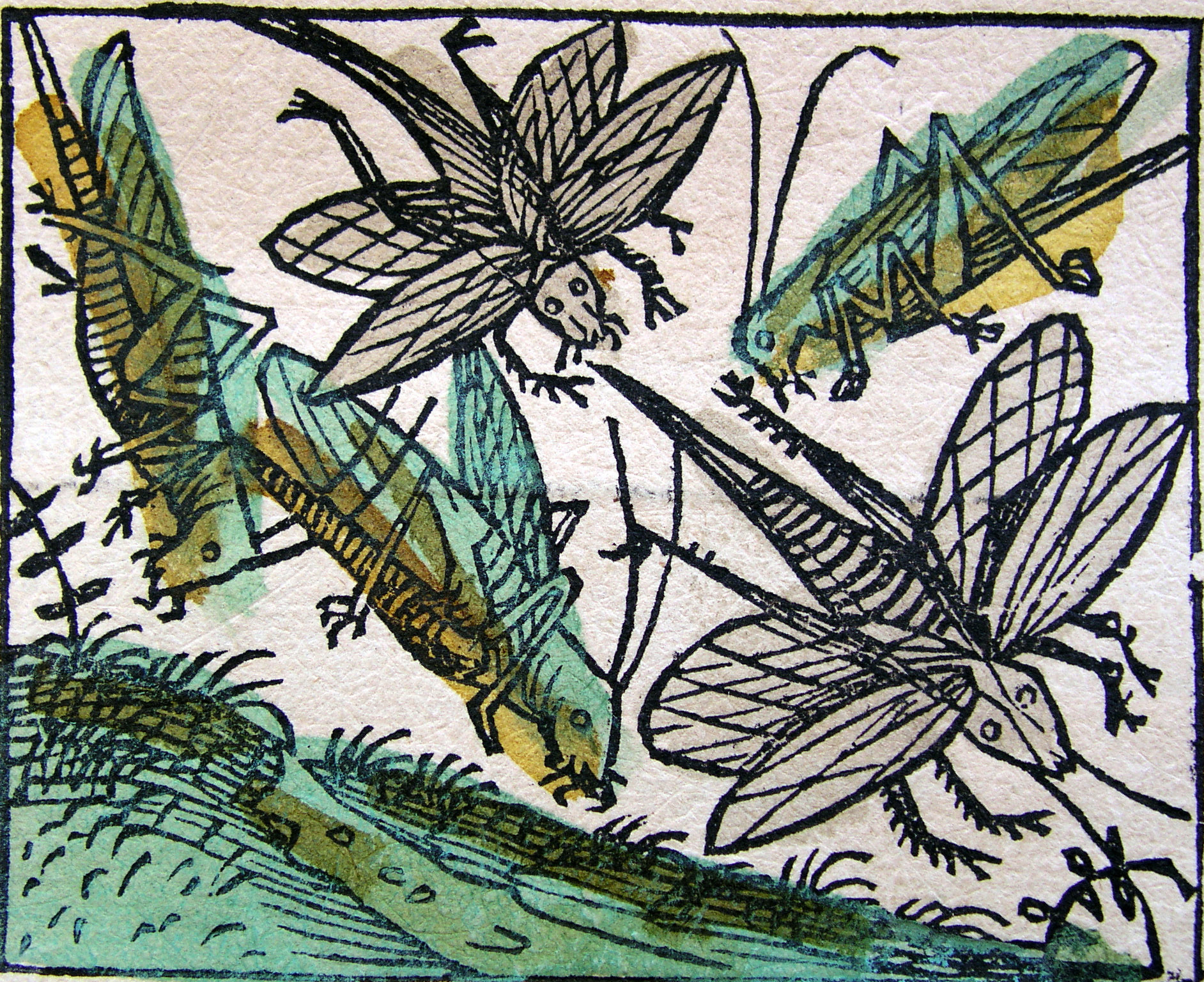
『ニュルンベルク年代記』に描かれた蝗害。

3世紀の小アジアに生まれた聖バルバラが、キリスト教の信仰を守ろうとして身を隠していたところ、居場所を羊飼いに密告され、その結果その羊飼いの羊がバッタに変わってしまったという伝説が残されている。
紀元前700年ごろのアッシリアの浴場壁画には、串刺しにしたバッタを祭壇に掲げるレリーフが残されており、蝗害が大きかったことを示唆している。
紀元1世紀ごろの作とされる『ヨハネの黙示録』に登場する奈落の王アバドンは天使としてバッタの群れを率いながら現れ、人々に死さえ許されない5ヶ月間の苦しみを与えるとされた。これは蝗害が神格化されたものだと考えられている。

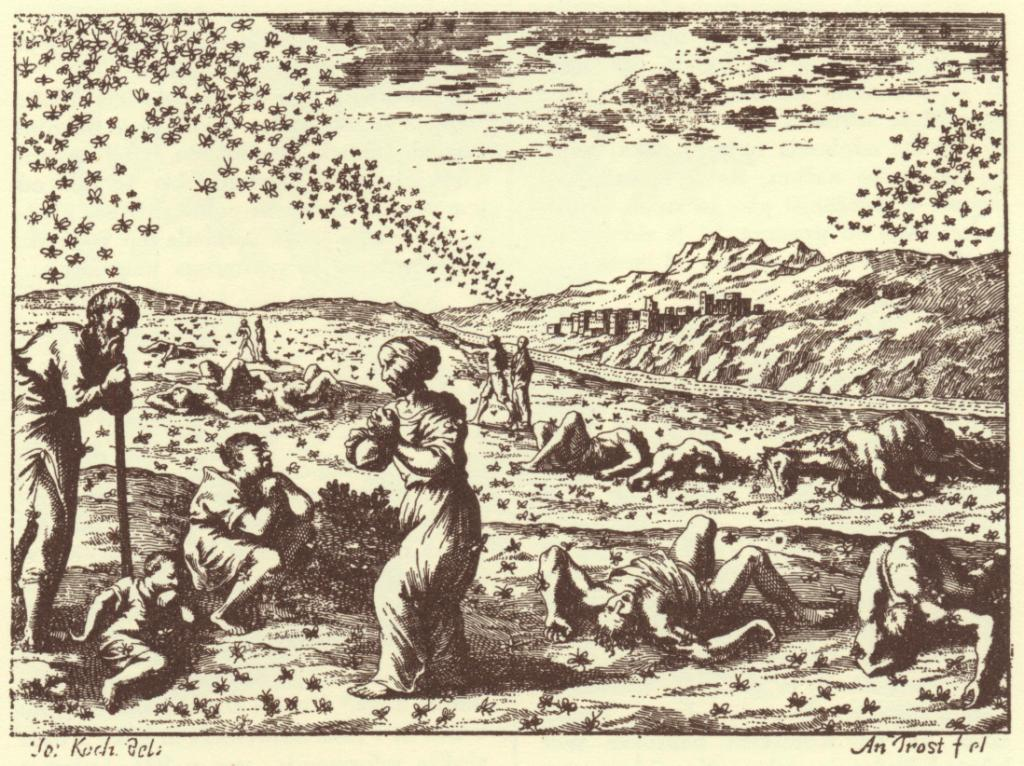
1689年、が描いた蝗害

蝗害ではないが、1889年に紅海を航海中の船が、海上でサバクトビバッタを観察したと報告されている。
キプロスでは、1880年代に1,300tものサバクトビバッタの卵を破棄した記録がある。また、1930年代には対策として年間1,100トンもの毒餌がまかれている。
1915年にはパレスチナでサバクトビバッタによる大規模な蝗害が起こっている（1915年のパレスチナ蝗害）。
2004年11月23日にエジプトで大量発生したバッタがイスラエルに上陸した。

### 中東・南アジア

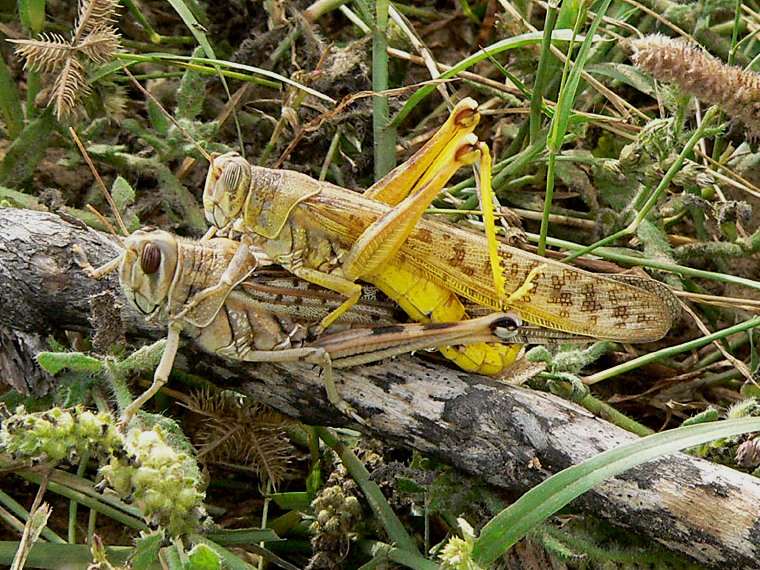
地中海から中東にかけて被害を与えているサバクトビバッタ

1980年代のアフガニスタンでは、モロッコトビバッタが猛威を揮っており、酷い所では16,000haが被害を受け、紛争と重なって深刻な飢餓を引き起こした。国際連合食糧農業機関（FAO）はカルザイ政権ができた2002年からバッタ対策を開始し、2005年5月ごろの一掃作戦ではバッタの発生時期に合わせた幼虫の駆除に成功している。
アラビア半島南部のイエメンでは2007年、サバクトビバッタの大発生の可能性が出てきた。ルブアルハリ砂漠で大発生したバッタが南下し、イエメン国境付近で産卵したため、この2世代目が大被害を与える可能性が高くなっている。そのため、国連中央緊急対応基金 (Central Emergency Response Fund) は240万ドル、日本政府は200万ドルをイエメン政府に援助し、重機材や農薬、専門家雇用のために使われている。
2018年、アラビア半島にサイクロンが2度上陸し、恵みの雨で植物が増えたことから、2019年にサバクトビバッタが大発生した。2015年から続くイエメン内戦で対策は後手に回り、サウジアラビア、オマーン、イラン、パキスタン、インドにまで被害は拡大。後述する、2020年の東アフリカでのサバクトビバッタ大発生にも影響を与えた。
2019年、インドのグジャラート州でバッタの大量発生が見られ、農作物に大きな被害が出た。殺虫剤による駆除が行われたが、地域には鍋などの金属を打ち鳴らしてバッタを追い払う風習が残されており、古くから大きな被害に悩まされてきたことが伺われる。

### アフリカ
ルワンダでは1907年にブガルラ、キルイ（Kiryi）、ルワザ（Rwaza）での蝗害が報告されており、以後も度々綿花などに被害を与えている。
1987年 - 1988年には約3,000kmものトノサマバッタ（ローカスト）の群れが西アフリカのマリ共和国を襲っており、その密度は1平方km当たり5,000万匹であった。1998年にはモザンビークをも襲っている。
2003年にはサヘル付近のチャド、マリ、モーリタニアを襲ったサバクトビバッタの発生に対してFAOが援助を行い、日本政府も2004年度予算で供与限度額3.3億円での無償資金援助を行っている（en:2004 locust outbreak）。
一方2007年、エチオピアで発生したサバクトビバッタが北ソマリア経由でインド洋を飛び越え、パキスタン、インドにまで到達したことが報告されている。
2013年にはマダガスカルでトノサマバッタが国土の半分以上に被害を与えた（2013年のマダガスカル蝗害）。
2020年には東アフリカで、2月2日ソマリアはサバクトビバッタが大量発生して非常事態宣言するなどアフリカ東部で被害が拡大して食糧危機になる恐れが出てきた。ケニアでは過去70年で最悪の規模になり2400平方キロメートルの広範囲におよぶ群れもいたという。国際連合食糧農業機関（FAO）報告によると、エチオピア、ソマリア、ケニアで繁殖が続いており、ウガンダ北東部、南スーダン南東部、タンザニアでも小規模な飛蝗の発生を警告した。

### 北アメリカ
蝗害となっていたかどうかは不明だが、アメリカモンタナ州のベアトゥース山脈（en:Beartooth Mountains）のグラスホッパー氷河（en:Grasshopper Glacier (Montana)）には、1130年代に風に飛ばされてきたと見られるロッキートビバッタのおびただしい死骸が残されている。
1819年にはミネソタ州を襲っており、地面に10センチ以上ものバッタが積もったことが記録されている。
1870年代にはグレートプレーンズをロッキートビバッタが襲っており、その数は当時の計算によると1,240億匹以上である（ただし、現在の研究では600億匹と見られる）。1874年には最悪の被害をもたらしている。1875年、en:Albert's swarm。1879年を最後に大規模な群れは観察されていない。1902年頃に理由は不明だが、ロッキートビバッタは絶滅した。

### 日本

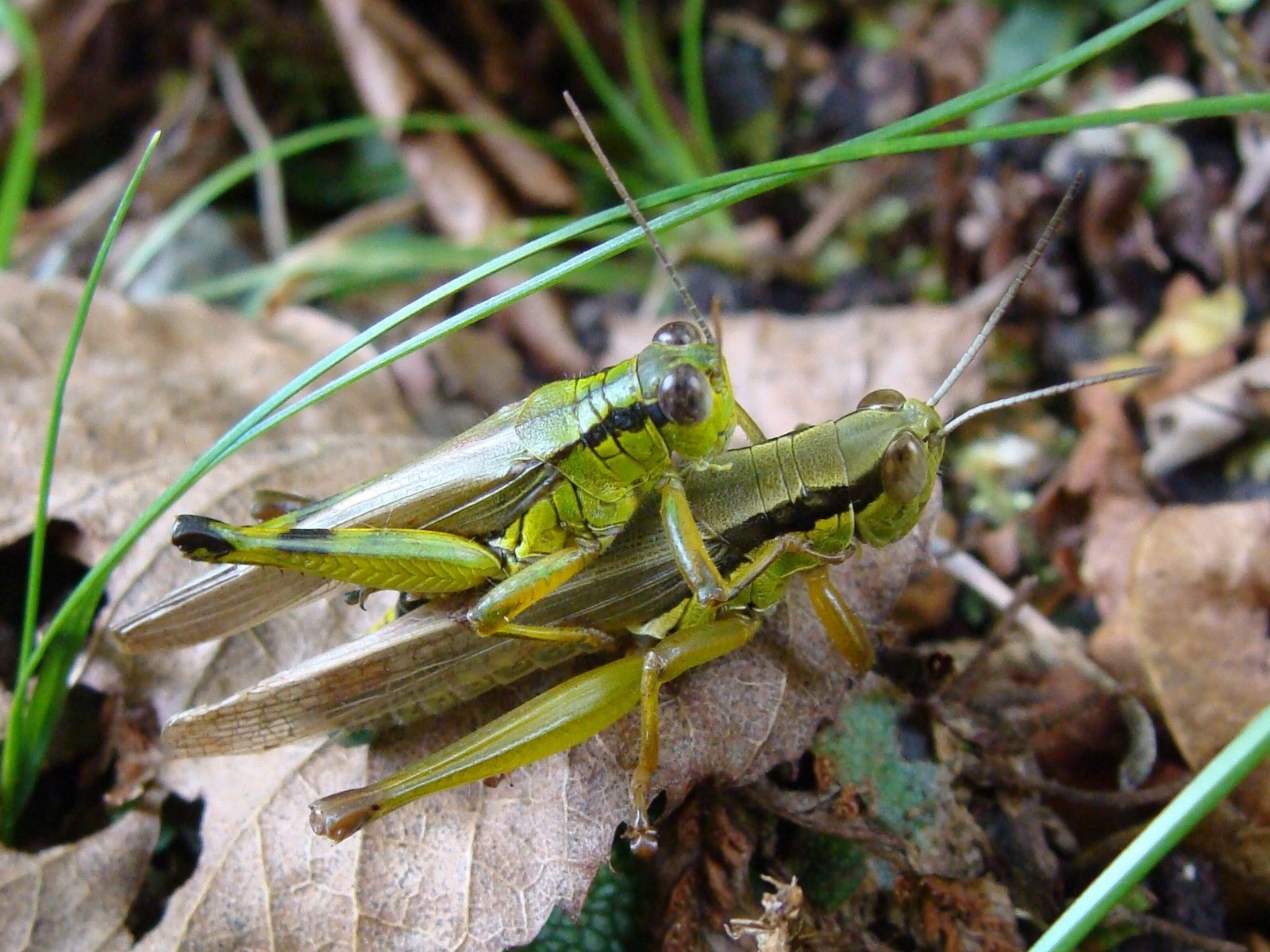
日本のイナゴ

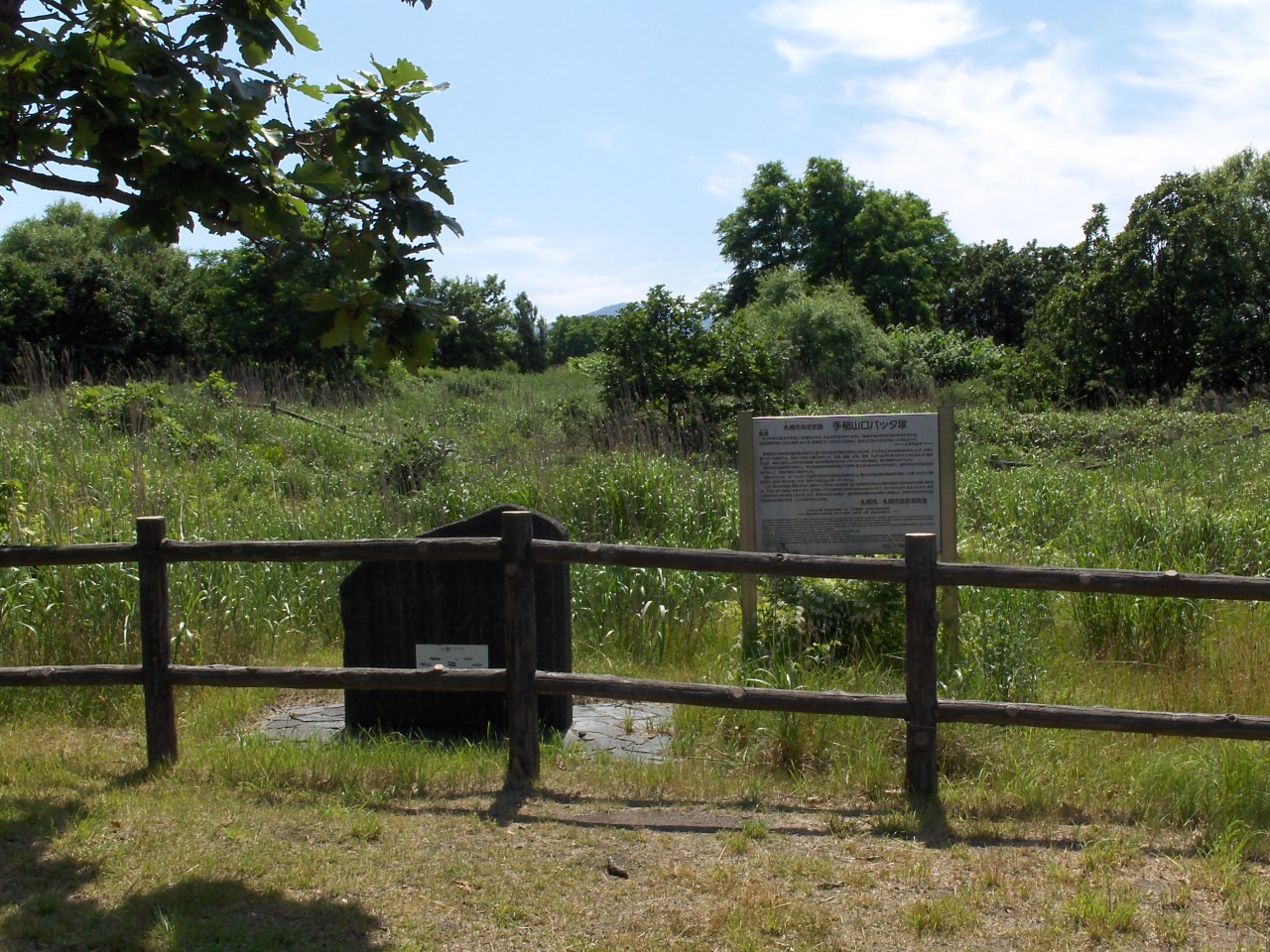
手稲山口バッタ塚

日本の古文献でも蝗害について報告されているが、そのほとんどがいわゆる飛蝗（バッタ科）によるものではなく、イナゴの他ウンカ、メイチュウなどによるものと考えられている。狭く平原の少ない日本の土地では、トノサマバッタ等のバッタ科が数世代にわたって集団生活をする条件が整いにくいため、限られた地域でしか発生していない。また、エントモフトラ属（ハエカビ属・ハエカビ目）のカビを始めとした天敵の存在も、結果として蝗害を抑えていると考えられている。

#### トノサマバッタによる蝗害
古文献から、関東平野などでトノサマバッタによる蝗害が発生したことが推察されている。
近代では、明治初期に北海道で蝗害が発生したことが知られている。1875年（明治8年）9月27日、道東の太平洋沿岸を台風が直撃し、未曾有の大洪水を引き起こした。十勝川と利別川が合流するあたりでは膨大な樹木が流失した結果、広い範囲で沖積層が露出し、ここにヨシやススキなどイネ科の植物が生い茂る草原が出現した。さらに、その後の数年間好天が続いたため、トノサマバッタの大繁殖に適した環境が整った。
1879年（明治12年）からトノサマバッタ発生の兆しはあったが、本格的な大発生となったのは1880年（明治13年）8月のことである。このときは、発生したバッタの大群は日高山脈を越え、胆振国勇払郡を襲った。蝗害はさらに札幌を経て空知地方や後志地方へ至り、また別の群れは虻田へ達した。陸軍はバッタの群れに大砲を撃ちこむなどして駆除に務めたが、入植者の家屋の障子紙まで食い尽くし、各地で壊滅的な被害をもたらした。翌1881年（明治14年）にも再び大発生し、この年は渡島国軍川までバッタが進出した。当時の記録では、駆除のため捕獲した数だけで360億匹を超えたという。しかし、まだ入植が始まっていなかった十勝国では耕地が少なく、目立った被害は出なかった。
蝗害が津軽海峡を渡って本州へ波及することを懸念した中央政府はトノサマバッタの発生源の調査を命じた。14名の係官が派遣され、蝗害の被災地を辿ってバッタの群れがどこからやってきたのか現地調査を行った結果、冒頭に述べた十勝川流域の広大な草原に至った。これが日本で三番目に広い十勝平野の「発見」である。この報告を耳にした晩成社は十勝平野への入植を決め、これが十勝内陸への初めての本格的な入植となった。
蝗害はその後も続き、1883年（明治16年）には道南の日本海側まで達した。晩成社でもバッタの繁殖地の調査を行い、十勝川上流の然別で大繁殖地を発見している。開拓使ではアイヌも動員して繁殖地の駆除を行い、1884年（明治17年）には延べ3万人のアイヌが動員された。それでも蝗害は止まらず、北海道では翌年の予算に180億匹のバッタ幼虫の駆除費用を計上するはめになった。しかし、1884年（明治17年）9月の長雨によって多くのバッタが繁殖に失敗して死滅し、蝗害はようやく終息した。しかし、以降も昭和の初めまで断続的に観察された。
北海道の開拓地では、被災地への金銭的な補助の意味合いも兼ね、バッタの卵を買い取る制度があった。札幌市手稲区の手稲山口バッタ塚は、住民から買い集めたバッタの卵を砂地に埋めたところに建てられたものであるが、十勝地方にもバッタ塚が残されており、根絶を願った当時の住民の状況を今に伝えている。
1971年（昭和46年） - 1974年（昭和49年）、沖縄県の大東諸島でもトノサマバッタ群生相による蝗害が発生している。また、1986年（昭和61年） - 1987年（昭和62年）には鹿児島県の馬毛島でも3,000万匹のトノサマバッタが発生している。
21世紀には、2007年（平成19年）、供用直前の関西国際空港2期空港島でトノサマバッタが大量発生し、蝗害発生の条件となる群生相と見られる個体も見つかっている。環境農林水産研究所・食の安全研究部防除グループによると、6月9日には3,884万匹のトノサマバッタが確認された。大発生の原因は、天敵の居ない孤立した島のためと考えられている。関西国際空港側は、殺虫剤散布で防除（駆除）し、100万匹を割ったところで防除を打ち切った。最終的に、エントモフトラ属のカビ感染により、トノサマバッタの大発生は終息した。

## 対策

### 活動機関
世界で発生するバッタ対策は、国際連合食糧農業機関(FAO)が行っている。

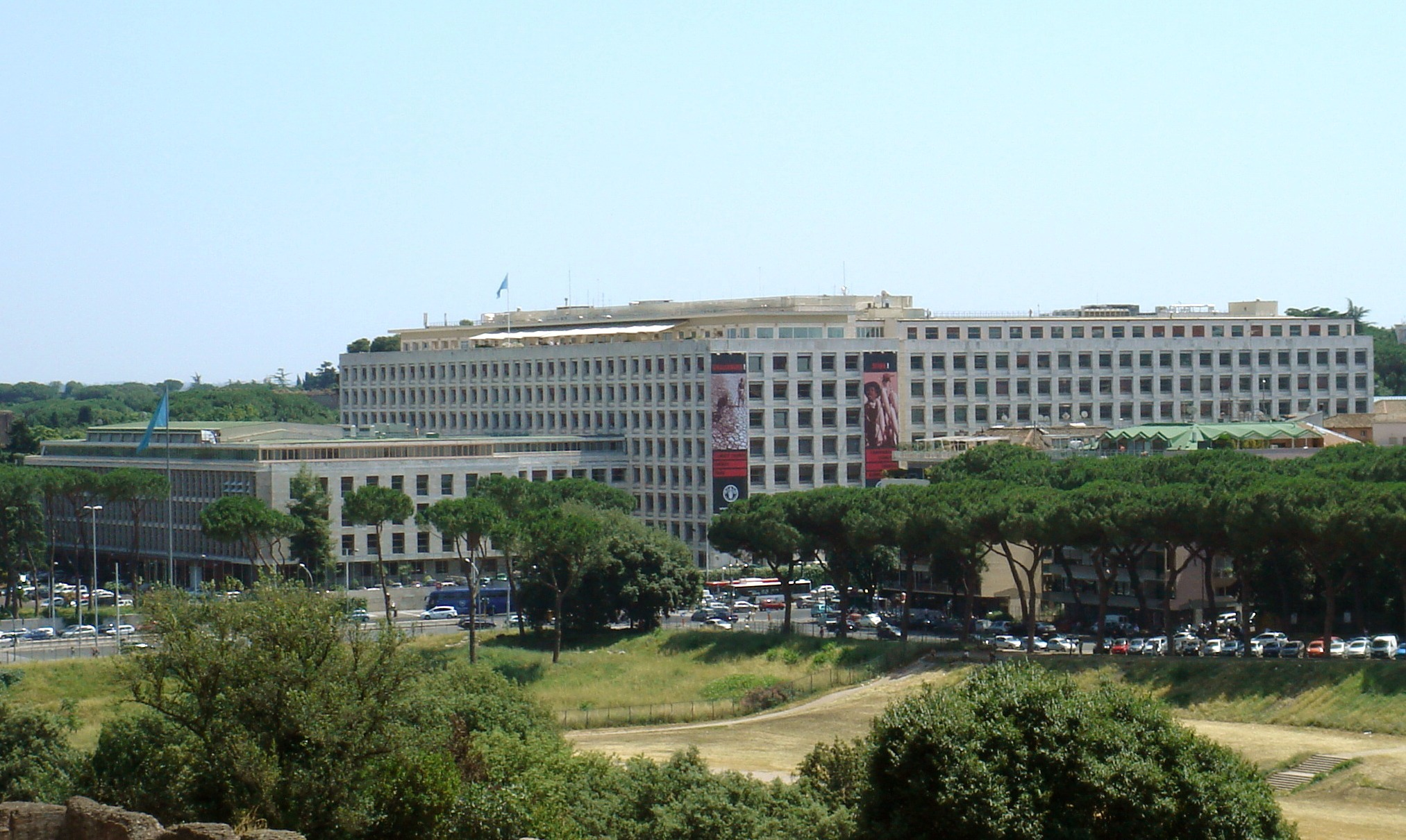
イタリア・ローマにあるFAO本部

蝗害が大きな問題となっているのは、アフリカ中部・北部、アラビア半島、中近東、アフガニスタンなどである。これらの地域で発生するバッタ対策は、ローマにあるFAOの機関、サバクバッタ情報サービス(Desert Locust Information Service, DLIS)を中心に行われている。
DLISでは、人工衛星に搭載されたMODISの降水情報などを利用して、天候、環境、分布状況を日々モニターすることで、6週間先までのバッタ分布を予想している。これらの予想は、1970年代から発行されている月刊誌『locust bulletins』で報告されている。1990年代以降の情報は、FAOの公式サイト http://www.fao.org/ag/locusts から得ることができる。FAOは蝗害が予想される国家に対して、情報と対策技術の教育を実施し、関係機関に資金援助を要請している。日本国政府も被害国に対して度々無償資金援助を行っている。
バッタの活動範囲は、1,600万から3,000万平方キロメートルと非常に広く、多数の人員が必要となる。アフリカでは、モーリタニアのように国立の研究所が設立された国もあるが、多くは開発途上国であったり内政が混乱している国家であるため、政府がバッタの監視や対策をすることが非常に困難である。

### 方法
バッタ対策としては、小規模な発生が起こった次の世代の発生を防ぐことが重要である。バッタが卵の時期には殺虫剤の効果が薄く、一方、成虫となって飛翔できるようになってからの駆除は困難なので、幼虫の内の駆除が必要である。そのため、まずは産卵地データの収集から始まる。
幼虫の駆除に対して、FAOは機械的な除去、農薬を使っての除去の2つを併用して対策している。例えばアフガニスタンで2005年5月に行われた作戦では、21,000ヘクタールは機械で除去、81,000ヘクタールは合成ピレスロイドを使っての化学的駆除を行っている。FAOの8月の報告によると、バッタの発生時期と上手く重なったこともあってこの作戦は成功し、産卵が減ったために2006年には大幅に対策地域を減らすことに成功した。また2006年からは、昆虫に対する接触毒であるジフルベンズロン(diflubenzuron)の併用も始めている。
モーリタニアでは、散布した殺虫剤による環境汚染度を測定するモデル生物として、キリアツメゴミムシダマシを利用している。

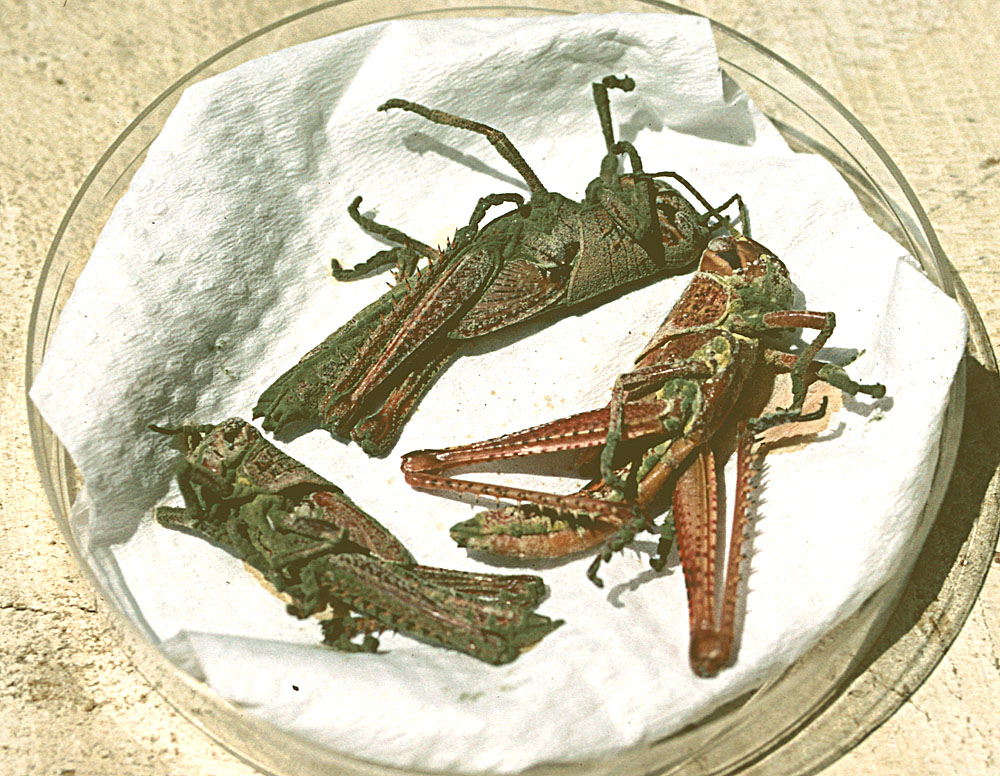
メタリジウム菌に感染死したアカトビバッタ

殺虫剤は広範囲に撒かれるため、人体や環境への影響も十分に考慮する必要がある。これらへの影響を完全にゼロにすることは困難で、通常はバッタの被害と比較しての実施がなされる。ただし、パラチオンやジクロルボスなど、世界保健機構(WHO)によりきわめて危険（クラス1a）、かなり危険（クラス1b）とされたものは使用されない。
現在主に使われているのは、超低量散布 (Ultra-Low Volume) という技術である。車両搭載された空中噴霧器を使ってバッタの移動予想地点に濃厚な殺虫剤が少量散布され、バッタが殺虫剤の付いた餌を食べたり上を歩いたりすることで死亡する。この技術は各国の政府機関の要請を受けた東アフリカ移動性バッタ防除機構(Desert Locust Control Organisation for East Africa, DLCO-EA)などによって実施される。
殺虫剤には前述したピレスロイド、ジフルベンズロンのほか、生物農薬であるメタリジウム菌の使用も検討されている。ただしメタリジウム菌は即効性が期待できない。

#### トノサマバッタ以外による蝗害
日本ではバッタ科のバッタによる蝗害がほとんど起こらなかったため、中国渡来の文献に書かれている「蝗害」を、昆虫による大規模な農被害全般を指す語だと誤解した。日本の古文献に書かれている「蝗害」のほとんどは、イナゴ（イナゴ科）、ウンカ、メイチュウによるものである。被害の様相はバッタによる真の蝗害とは著しく異なるが、やはり真の蝗害の実体験に乏しい日本では、このウンカによる被害に対しても、蝗害の漢語が当てられることとなった。今日ではウンカも群生相を示すことが知られているが、被害は飛蝗に比べればはるかに小さい。
日本で越冬できないトビイロウンカやセジロウンカの被害が発生するのは、梅雨前線に沿った気流によって中国南部（東南アジア説もある）から移動してきて一時的に大発生するためである。このトビイロウンカやセジロウンカは昭和前期には越冬していると考えられていたのであるが、1967年（昭和42年）に、岸本良一がジェット気流に乗って梅雨の時期に中国大陸から飛来するとする研究を発表し、1987年（昭和62年）に清野豁が飛来経路を解明した。このため、現在では飛来型ウンカには飛来予報を発表するページが存在する。
古文献には、『続日本紀』巻二大宝元年（701年）八月辛酉の条に、三河を始めとする17ヶ国に蝗の被害があったと記されており、以後数年おきに害が報告されている。また、『続日本紀』には749年（天平21年/天平感宝元年/天平勝宝元年）に「下総に蝗害・石見に疾疫あり。よって夫々に賑給す」と関東地方でも蝗害があったとする記述がある。この後の『日本後紀』巻22、812年（弘仁3年）の条にも、薩摩国で蝗が発生し、稻五千束の税が免除されたとの記録があるが、これはウンカによる被害と見られる。
神話・伝説のレベルの話だが、807年（大同2年）に成立した『古語拾遺』には、大地主神（おおところぬしのかみ）が御年神（みとしのかみ）から蝗害防止の祭事を教わった話が載る。桑原和男は『古語拾遺』804年（延暦23年）の条から銅鐸にある絵柄の一つは蝗害防止の祭事ではないかと仮説を立てている。
874年（貞観16年）には伊勢国で「其頭赤如丹。背青黒。腹斑駮。大者一寸五分。小者一寸」と描写される「蝗」に1日数ヘクタールが食害されており（『日本三代実録』）、これはイナゴの被害と見られている。また、1017年（寛仁元年）には越前・摂津・近江など蝗害のため、蝗虫御祈諸社奉幣使を使わした記録がある（『小右記』）。
享保年間、特に1732年（享保17年）前後に起きた蝗害が大きい。防長両国の蝗害高は29万2740石余、松江藩では収穫は7割程落ち込んだとされ、伊予和気郡松山藩では3400人の死者が出たとされる。なお、『徳川実紀』にはこの蝗害のために餓死した人間を96万9900人と書き記しており、46藩合計で236万石の所、収穫は62万8000余石足らずであったと言う。
また厳島神社には1750年（寛延3年）、同1753年（宝暦3年）に蝗害発生による祈祷を行った記録が残っているほか、1749年（寛延2年）には冷害と蝗害により東北地方が大飢饉となり、肥前唐津藩では1768年（明和5年）に蝗害が起きた記録が、1740年（元文5年）には伊勢国紀州藩領で108村が蝗害のための減免を強訴した記録があり、1770年（明和7年）に関東各地で、1780年（安永9年）に出雲松江藩で蝗害の記録が、1819年（文政2年）11月には大里郡佐谷田村（現埼玉県）にて蝗害駆除の祈願が行われた旨がそれぞれの町史や市史、県史に見る事ができる。大蔵永常の1826年（文政9年）の農業書である『除蝗録』はウンカについての記述と見られる。なお、記録が多い筑紫国の蝗害は、1627年（寛永4年）から1868年（慶応4年）の間に33回も蝗害の記述がある。

## 蝗害を扱った作品
- 『旧約聖書』「出エジプト記」 - 「十の災い」の一つとして出てくる。
- 『大地』 - ノーベル文学賞作家パール・バックの小説。
- 映画『エクソシスト2』 - 1977年公開、「悪魔の象徴」として描かれる。
- 映画『愛と哀しみの果て』 - 1985年のアメリカ映画。
- 映画『名もなきアフリカの地で』- 2001年のドイツ映画。ケニアでの蝗害が物語で重要な役割を果たす。
- 映画『ジュラシック・ワールド/新たなる支配者』 - 2022年のアメリカ映画。遺伝子組み換えによって作り出された巨大イナゴによる局地的な蝗害がストーリーの一つの軸となっている。
- 『インガルス一家の物語』- ローラ・インガルス・ワイルダーの小説。続編となる『インガルス一家の物語3：プラム・クリークの土手で』で蝗害が物語の転機となる。テレビドラマ『大草原の小さな家』の原作。
- 『蒼茫の大地、滅ぶ』- 西村寿行の小説。東北を襲った蝗害をきっかけに東北6県が日本国から独立する。
- 『墨攻』- 漫画版で人工的に蝗害を起こし、敵対国を兵糧攻めにする戦術が登場する。
- 『百姓貴族』 - 十勝地方における農業の歴史を語る時に、蝗害が度々引き合いに出される。（蝗害に巻き込まれた経験のある筆者の祖母曰く、蝗害発生時には藁や紙や着ている着物まで植物性のものはなんでも食われた、とのこと。）
- 『山猫の夏』 - 船戸与一の小説。40億匹の蝗害を起死回生のゲリラ戦に利用する。
- 『彩雲国物語』 - 雪乃紗衣原作のライトノベル。作中で起こる天変地異の一つとして蝗害が発生する。
- 『エリア88』 - 新谷かおるの漫画。蝗の大群で航空基地が覆われ、戦闘機の離陸に支障をきたす話がある。
- 『B・B』 - 石渡治の漫画。傭兵時代の主人公が作戦行動中に陥った危機を打開するために、蝗害を利用する。
- 『輝ける碧き空の下で』 - 北杜夫の小説。ブラジルに入植した日系移民の農場で蝗害が発生した様子が描かれる。
- 『ゴールデンカムイ』 - 野田サトルの漫画。主人公らが北海道東部を襲った蝗害で足止めされる他、集落が被害を受け出稼ぎに出るアイヌが登場する。
- 『呪術廻戦』 - 芥見下々の漫画。人間の蝗害に対する恐れが顕現して生まれた呪いが、主人公と交戦する。
- 『薬屋のひとりごと』 -  日向夏の小説。作中で蝗害が登場する。